# Nasze zwariowane angielskie wakacje
Nasze zwariowane angielskie wakacje (ang. What We Did on Our Holiday) – brytyjski film komediowy z 2014 roku w reżyserii Andy’ego Hamiltona i Guya Jenkina, wyprodukowany przez wytwórnię Lionsgate. Główne role w filmie zagrali David Tennant, Rosamund Pike i Billy Connolly.
Premiera filmu odbyła się 26 września 2014 w Wielkiej Brytanii.

## Fabuła
Doug McLeod (David Tennant) jedzie wraz ze swoją żoną Abi (Rosamund Pike) i dziećmi – Lottie, Mickeyem i Jess do Szkocji na rodzinne przyjęcie urodzinowe Gordiego (Billy Connolly). Ponieważ jubilat ciężko choruje, para postanawia utrzymać w tajemnicy fakt, że właśnie się rozwodzą. Tymczasem dzieci chcą spełnić nietypowe życzenie dziadka.

## Obsada
- David Tennant jako Doug McLeod
- Rosamund Pike jako Abi McLeod
- Billy Connolly jako Gordie McLeod
- Celia Imrie jako Agnes Chisholm
- Ben Miller jako Gavin McLeod
- Emilia Jones jako Lottie McLeod
- Amelia Bullmore jako Margaret McLeod
- Annette Crosbie jako Doreen
- Lewis Davie jako Kenneth McLeod
- Ralph Riach jako Jimmy Cazzarotto
- Ben Presley jako PC McLuhan
- Bobby Smalldridge jako Mickey McLeod
- Alexia Barlier jako Françoise Dupré
- Ryan Hunter jako Frazer
- Harriet Turnbull jako Jess Mcleod
- Jake D'Arcy jako Smokey

## Odbiór

### Krytyka
Film Nasze zwariowane angielskie wakacje spotkał się z pozytywną reakcją krytyków. W serwisie Rotten Tomatoes 73% z pięćdziesięciu jeden recenzji filmu jest pozytywne (średnia ocen wyniosła 6,1 na 10). Na portalu Metacritic średnia ocen z 14 recenzji wyniosła 54 punkty na 100.